# تيمي ألين
تيمي ألين (من مواليد 9 يناير 2000) هو لاعب كرة سلة جامعي أمريكي لفريق تكساس لونغورنز في مؤتمر Big 12. سبق له أن لعب لفريق يوتا يوتيس.